# Kappazuri

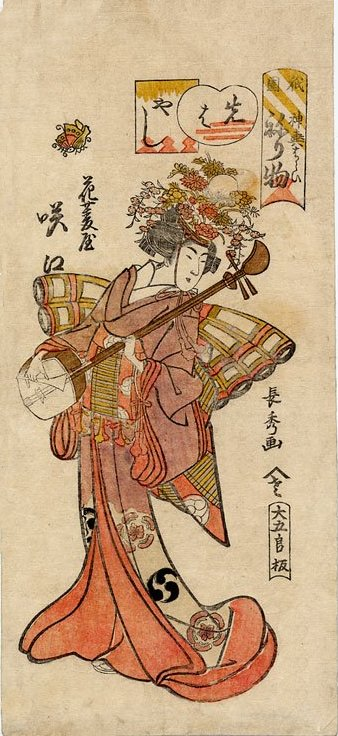
Una stampa di Urakusai Nagahide, risalente ai primi dell'Ottocento

Le Kappazuri (合羽摺?), o anche kappa-zuri, kappazuri-e (合羽摺絵?) e katagamizuri-e (型紙摺絵?), sono una tipologia di xilografie giapponesi realizzate con blocchi di legno in un unico colore (solitamente nero) e poi colorate mediante stencil. Sebbene prodotte anche a Edo (Tokyo), sono più strettamente associate alle città di Osaka e Kyoto. L'autore di kappazuri più prolifico fu Urakusai Nagahide ma, fu utilizzata da artisti del calibro di Ōoka Shunboku.
Una kappazuri può essere identificata dalla presenza di pennellate visibili, irregolarità del colore, ristagni di inchiostro ai margini dei ritagli dello stencil e spazi vuoti o sovrapposizioni tra aree colorate e contorni neri. Con il termine kappazuri sono indicate anche quelle stampe prodotte.